# كأس فلسطين لأندية الضفة الغربية 2013–14
كأس فلسطين لأندية الضفة الغربية 2013–14 هي النسخة الخامسة من البطولة وتوج بها هلال القدس على نادي شباب الظاهرية.